# Anna Doi (Badminton)
Anna Doi (jap. 土井 杏奈, Doi Anna; * 5. April 1989, Präfektur Osaka) ist eine japanische Badmintonspielerin. 

## Karriere
Anna Doi stand bei der Japan Super Series 2013 im Hauptfeld des Damendoppels, schied dort jedoch in der ersten Runde aus. Bei den Osaka International 2013 belegte sie sowohl im Einzel als auch im Doppel (gemeinsam mit Mami Naito) Rang drei. Ein Jahr später wurde sie dort Zweite im Einzel.